# Panasiwka (hromada Hłuchiwci)
Panasiwka (ukr. Панасівка) – wieś na Ukrainie, w obwodzie winnickim, w rejonie chmielnickim, w hromadzie Hłuchiwci. W 2001 liczyła 204 mieszkańców, spośród których 203 wskazało jako ojczysty język ukraiński, a 1 białoruski